# فروتیلند (یوتا)
فروتیلند (به انگلیسی: Fruitland) یک منطقهٔ مسکونی در ایالات متحده آمریکا است که در شهرستان دوشن، یوتا واقع شده‌است. فروتیلند ۲٬۰۱۹٫۰۲ متر بالاتر از سطح دریا واقع شده‌است.